# Музыкальная академия (Нью-Йорк)

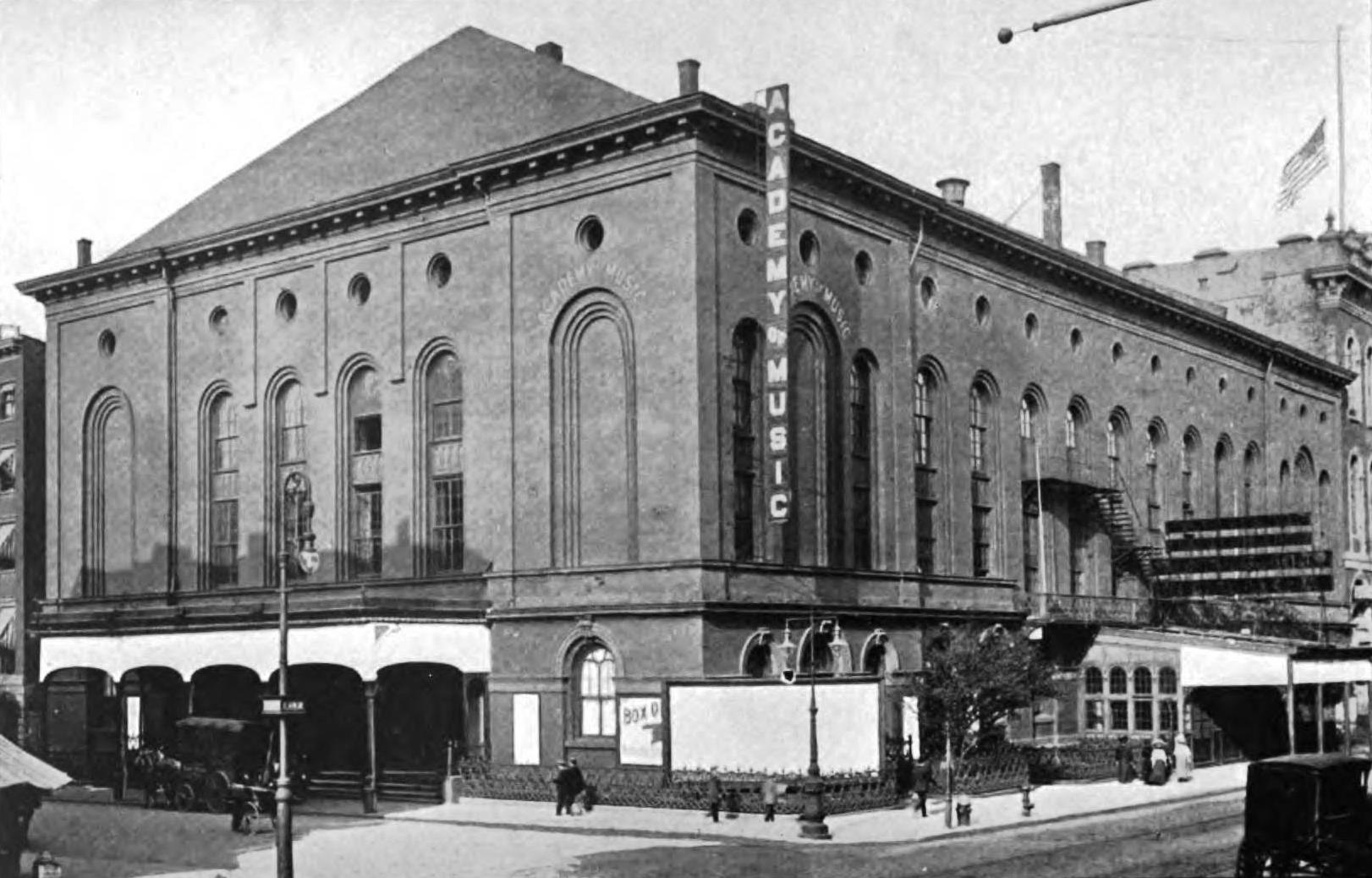
Музыкальная академия (ок. 1909 года)

Музыкальная академия (англ. Academy of Music) — оперный театр в Нью-Йорке, находившийся на пересечении Восточной 14-й улицы и улицы Ирвинг-Плейс на Манхэттене.
Зал на 4000 мест был открыт 2 октября 1854 года. На момент открытия он стал одним из крупнейших концертных залов в мире. Газета New York Times в своем обзоре назвала его «акустическим триумфом», но «с другой стороны … бесспорным провалом», жалуясь на его архитектуру, внутренний дизайн и тесноту. Однако несколько дней спустя газета смягчилась, признавая, что театр «выглядит более оживленным и эффектным, чем во время премьеры.»
Здание театра было снесено в 1926 году.